# آي تيونز ريموت
آي تيونز ريموت (بالإنجليزية: iTunes Remote)‏ هو تطبيق برمجي طورته شركة أبل لأجهزة آي أو إس الذي يسمح بالتحكم عن بعد في أبل تي في أو مكتبة آي تيونز عن طريق اتصال واي فاي باستخدام بروتوكول التحكم في الصوت الرقمي (DACP). أصدرته في 10 يوليو 2008 في متجر التطبيقات آب ستور. وفي نفس اليوم أصدرت تحديث برنامج أبل تي في 2.1 الذي أضاف التعرف على آيفون وآي باد تاتش كأجهزة تحكم عن بعد. يتوفر حاليًا للتنزيل المجاني من آب ستور لأجهزة آي أو إس مثل آيفون وآي بود تاتش وآي باد وساعات أبل.